# Metoni (Mesenia)
Metoni (gr. Μεθώνη), staroż. Metone, wł. Modon – miejscowość portowa w Grecji, na południowo-zachodnim krańcu Peloponezu, w administracji zdecentralizowanej Peloponez, Grecja Zachodnia i Wyspy Jońskie, w regionie Peloponez, w jednostce regionalnej Mesenia, w gminie Pylos-Nestoras. 
W 2011 roku liczyła 1103 mieszkańców.

## Historia

### Starożytność
W czasach Homera znane jako Pedasos, wymienione wśród siedmiu grodów, które Agamemnon podarował Achillesowi dla uśmierzenia jego gniewu po odebraniu mu pięknej Bryzeidy.
Spartanie przekazali miasto osadnikom z Nauplionu. W 433 roku przed Chr. próbowały je zdobyć Ateny.

### Okres bizantyjski
Od IX wieku w źródłach bizantyńskich wymieniane jest biskupstwo Metone podległe arcybiskupowi Patras. Pod panowaniem bizantyńskim Metone stanowiło bazę w zwalczaniu piratów pojawiających się u wybrzeży greckich. W 879 roku flota arabska dokonała napaści na Metone i została rozbita w bitwie morskiej u brzegów miasta. Jeńcy arabscy zostali przekazani przez zwycięskiego dowódcę Nazara kościołowi w Metone. W 1125 roku Metone zostało zaatakowane przez Wenecjan pustoszących wybrzeża i wyspy greckie w celu wyegzekwowania przywilejów handlowych nadanych im przez cesarza Aleksego I. W 1199 roku Metone i Koroni zaatakował mający swą bazę na Kerkyrze pirat genueński Leon Vetrano.

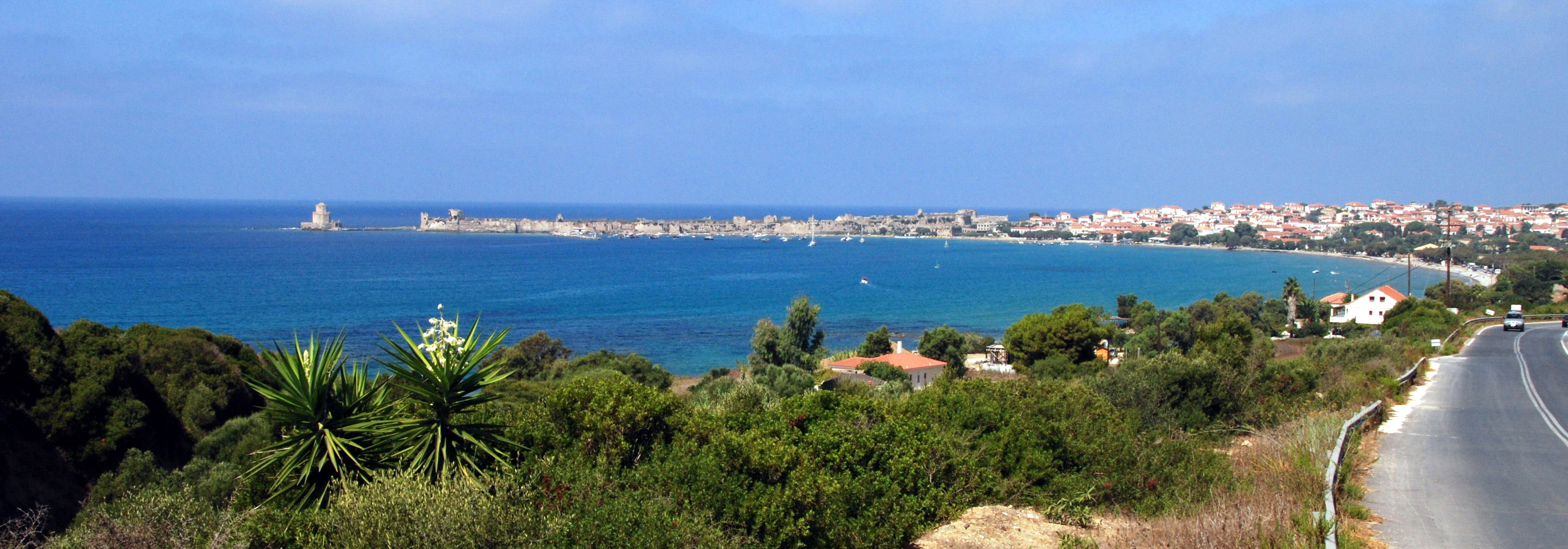
Panorama Metoni

Z dokumentu Aleksego III dla Wenecjan z 1198 roku wynika, że Metone było siedzibą jednego z 5 temów peloponeskich (oprócz Koryntu, Argos, Nauplionu i Patras). W XIII wieku było też ważnym ośrodkiem kulturalnym. Biskup Mikołaj z Metone cieszył się opinią jednego z najwybitniejszych teologów swoich czasów. W 1204 roku, w okresie całkowitego rozprzężenia Cesarstwa Bizantyńskiego, nieznany z imienia archont z rodu Kantakuzenów, zbuntował się przeciw władzy w Konstantynopolu i opanował Metone oraz przylegające do niego tereny. Jego działalność przypadła na przełom 1204 i 1205 roku.

### Rządy krzyżowców
W okresie dominacji łacinników na Peloponezie Metone została przemianowana na Modon. Pod koniec 1204 roku do Modonu zawinął wskutek niepomyślnych wiatrów uczestnik IV krucjaty Godfryd Villehardouin. W ciągu następnego roku wraz z przyjacielem Wilhelm z Champlitte dokonał podboju całego Peloponezu doprowadzając do powstania Księstwa Achai. Po zdobyciu Konstantynopola przez krzyżowców pretensje do Peloponezu zgłaszała również Wenecja.

### Pod panowaniem weneckim i tureckim
W 1206 roku flota wenecka pojawiła się u brzegów Peloponezu i wykorzystując słabość łacińskiego garnizonu Modonu zdobyła miasto. Pod rządami Wenecjan Modon nadal rozwijał się jako ważny punkt tranzytowy w drodze z Europy do krajów Orientu, pełniąc rolę ośrodka handlowego, wojskowego i kulturalnego. Wenecjanie na gruzach dawniejszych twierdz wznieśli potężny zamek. Z tego okresu pochodzą też najwcześniejsze świadectwa obecności Romów w Europie. Według zachowanych opisów na wzgórzu pod miastem znajdowała się osada namiotów wędrownego ludu trudniącego się wróżbiarstwem i graniem na instrumentach.
12 sierpnia 1499 roku nieopodal Modonu eskadra wenecka poniosła klęskę w bitwie z Turkami. W sierpniu 1500 roku twierdzę zdobył sułtan Bajazyd II na czele stutysięcznej armii. Rozkazał wymordować wszystkich mieszkańców płci męskiej, a kobiety i dzieci sprzedać w niewolę. Na mocy traktatu podpisanego w 1503 roku Wenecjanie zrzekli się praw do miasta. Twierdza pozostała w rękach tureckich do 1828 roku. Przejściowo znalazła się pod władzą Joannitów i Wenecjan. W 1770 roku bez powodzenia zaatakowali Modon powstańcy greccy wspierani przez posiłki rosyjskie dowodzone przez Piotra Dołgorukowa. 24 lutego 1825 roku w Modonie wylądowała licząca 50 okrętów flota egipska pod dowództwem Ibrahima Paszy. W następnych miesiącach stała się bazą wypadową, dla działań pacyfikujących objęty wojną o niepodległość Peloponez. W 1828 roku twierdza została zdobyta przez interwencyjną armię francuską.

## Zabytki

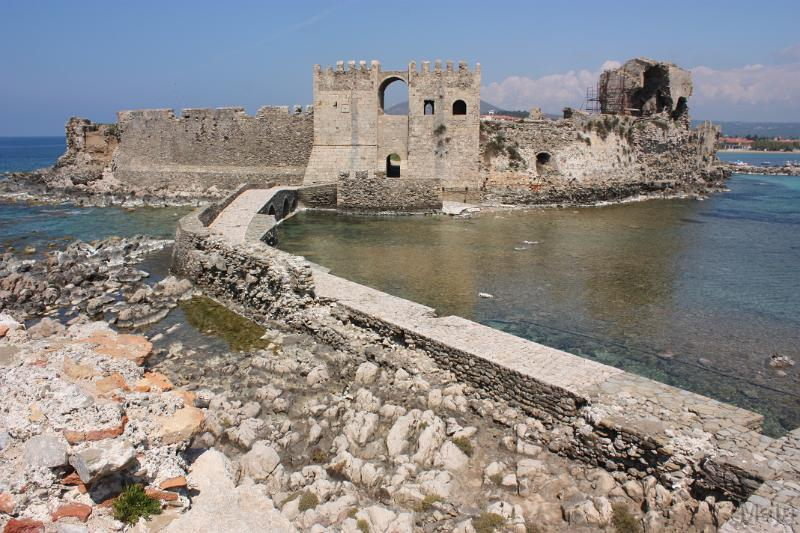
Warownia na wyspie Burdzi (widok od południa)

Kástro – twierdza, stanowiąca największą atrakcję Methoni, należy do najlepiej zachowanych średniowiecznych zabytków Europy. Z trzech stron otacza ją morze, z czwartej oddziela od lądu szeroka fosa. Wejście prowadzi przez most ponad fosą, w obręb murów gdzie niegdyś mieściło się weneckie miasto portowe. Do czasów dzisiejszych zachowały skąpe szczątki budowli z różnych epok. Są wśród nich ruiny weneckiej katedry, łaźni tureckich krytych podwójną kopułą, oraz ślady zabudowań. Potężna brama na południowym skraju twierdzy prowadzi na kamienną groblę łączącą zamek z wysepką Burdzi.
Burdzi – niewielka ośmiokątna warownia wzniesiona przez Turków na wysepce o tej nazwie. W czasach panowania tureckiego służyła za więzienie i miejsce straceń.
Archipelag Inousse – szereg wysp na południe od Methoni składający się z Sapienzy (nad którą góruje okazała latarnia morska), Agíi Mariani oraz Schizy, na której znajduje się jaskinia z wystrojem naciekowym.